# 라이베리아의 국장

라이베리아의 국장

라이베리아의 국장은 1847년에 제정되었다.
국장 가운데에 그려져 있는 방패 안에는 19세기 당시의 범선이 그려져 있는데, 범선은 미국의 해방 노예들을 태우고 라이베리아에 도착하고 있는 선박을 의미한다.
쟁기와 삽은 나라의 번영을 향한 노동자와 근면의 존엄을, 떠오르는 태양은 나라의 탄생을 의미하며, 야자나무는 나라의 번영을, 비둘기는 평화의 숨결을 의미한다.
방패 위쪽에 있는 리본에는 라이베리아의 나라 표어인 "자유의 사랑은 우리를 이 곳에 데려다 주었다" ("The love of liberty brought us here") 라는 문구가 쓰여져 있으며, 방패 아래쪽에 있는 리본에는 라이베리아의 공식 명칭인 "라이베리아 공화국" ("Republic of Liberia")이라는 문구가 영어로 쓰여져 있다.